# درک مالکوم
درک مالکوم (انگلیسی: Derek Malcolm; ۱۲ مهٔ ۱۹۳۲ – ۱۵ ژوئیهٔ ۲۰۲۳) روزنامه‌نگار، منتقد سینما، و تاریخ‌نگار اهل بریتانیا بود.